# The Unexamined Life
The Unexamined Life è il 1° album in studio long playing del gruppo Supreme Dicks, pubblicato in formato CD negli Stati Uniti nel 1993 dalla Homestead Records. Nel 2011 è stato pubblicato anche in formato vinile dalla Jagjaguwar.

## Tracce
Testi e musiche di Supreme Dicks.
1. In a Sweet Song – 4:31
2. The Arabian Song – 4:31
3. The Sun's Bells – 5:35
4. Jack Smith – 3:39
5. That I May Never Forget and Stay – 2:25
6. Garden of Your Past – 2:40
7. Jack-O-Lantern – 3:25
8. River Song – 3:32
9. The Fallout Song – 4:18
10. Azure Dome – 5:03
11. The Forest Song or Especially When the October Wind With Frosty Fingers, Punishes My Hair – 5:26
12. Hyacinth Girls – 2:18
13. Ten Past Eleven – 4:23
14. Woody Would've Wanted It That Way – 2:15
15. Strange Song – 9:45

## Musicisti
- Mark Hanson – basso, batteria, voce
- Daniel Oxenberg – chitarra, voce
- Steven Shavel – chitarra, voce
- Jon Shere – chitarra, voce
- Jim Spring – chitarra
- Lou Barlow – basso in "Strange Song"